# Pooginook Conservation Park
Pooginook Conservation Park är en park i Australien. Den ligger i delstaten South Australia, omkring 170 kilometer nordost om delstatshuvudstaden Adelaide. Pooginook Conservation Park ligger 57 meter över havet.
Trakten runt Pooginook Conservation Park är nära nog obefolkad, med mindre än två invånare per kvadratkilometer.. Närmaste större samhälle är Waikerie, omkring 15 kilometer sydväst om Pooginook Conservation Park.
Omgivningarna runt Pooginook Conservation Park är i huvudsak ett öppet busklandskap. Genomsnittlig årsnederbörd är 304 millimeter. Den regnigaste månaden är februari, med i genomsnitt 66 mm nederbörd, och den torraste är oktober, med 7 mm nederbörd.